# Список Героев Социалистического Труда (Кумаков — Кяяник)
Эта страница является частью списка Героев Социалистического Труда и перечисляет в алфавитном порядке лиц, удостоенных звания Героя Социалистического Труда, чьи фамилии начинаются с буквы «К», от Кумаков до Кяяник.
- Список не включает дважды и трижды Героев Социалистического Труда, а также лиц, лишённых этого звания.
- Список содержит информацию о датах жизни, роде деятельности и дате присвоения звания Героя.
- Герои, удостоенные звания посмертно, выделены в списке  серым цветом .
- Герои, сменившие фамилию после присвоения звания, приводятся в списках дважды, при этом строка с новой фамилией выделяется  бежевым цветом  и не имеет номера.

## Список людей, фамилии которых начинаются с «К»
| Навигационная таблица | Навигационная таблица |
| --------------------- | --------------------- |
| «К»                   | Кабаидзе — Капычина   |
| «К»                   | Кара — Каюшкина       |
| «К»                   | Квакуша — Киптев      |
| «К»                   | Киракосян — Князькин  |
| «К»                   | Кобаидзе — Колядо     |
| «К»                   | Команов — Корякина    |
| «К»                   | Косарев — Коюнлиев    |
| «К»                   | Кравец — Ксоврели     |
| «К»                   | Куандыков — Кулян     |
| «К»                   | Кумаков — Кяяник      |

| №          | Фамилия, имя, отчество              | Даты жизни              | Деятельность | Дата присвоения | ГС         |
| ---------- | ----------------------------------- | ----------------------- | --- | --------------- | ---------- |
| 1          | Кумаков Байтура                     | 1917 — ????             | Бригадир колхоза имени Карла Маркса Пастдаргомского района Самаркандской области | 08.04.1971      |            |
| 2          | Кумейко Анна Ивановна               | род. 1931               | Доярка колхоза имени Карла Маркса Великолепетихского района Херсонской области | 22.03.1966      | [ ГС 1 ]   |
| 3          | Кумель Леопольд Виллемович          | 05.10.1922 — 18.10.2004 | Бригадир комплексной бригады Хаапсалуской передвижной механизированной колонны Таллинского треста «Спецсельхозстрой» Министерства строительства Эстонской ССР                                                                      | 07.05.1971      |            |
| 4          | Кумпан Михаил Юрьевич               | 01.08.1923 — 15.11.2009 | Председатель колхоза имени XXI съезда КПСС Овидиопольского района Одесской области | 08.04.1971      | [ ГС 2 ]   |
| 5          | Кунакбаев Сабирзян Абдуллович       | 28.12.1901 — 03.07.1996 | Заведующий лабораторией Башкирского научно-исследовательского института земледелия и селекции полевых культур, гор. Уфа | 20.02.1987      | [ ГС 3 ]   |
| 6          | Кундик Иван Кондратьевич            | 23.06.1919 — 22.05.1996 | Председатель колхоза «Заря» Богородского района Горьковской области | 08.04.1971      | [ ГС 4 ]   |
| 7          | Кундыловская Мария Антоновна        | 28.08.1928 — ????       | Звеньевая колхоза имени Будённого Черневецкого района Винницкой области | 16.02.1948      | [ ГС 5 ]   |
| 8          | Кундыловский Антон Фёдорович        | 1902 — ????             | Бригадир колхоза имени Будённого Черневецкого района Винницкой области | 16.02.1948      | [ ГС 6 ]   |
| 9          | Куницкая Анна Григорьевна           | 24.05.1915 — 09.05.2004 | Главный зоотехник конезавода № 18 Порховского района Псковской области | 22.03.1966      | [ ГС 7 ]   |
| 10         | Куницкая Надежда Ивановна           | 12.03.1925 — 12.01.2009 | Трактористка совхоза «Логоза» Логойского района Минской области | 08.04.1971      | [ ГС 8 ]   |
| 11         | Куницкий Константин Викторович      | 02.04.1932 — 03.11.2012 | Генеральный директор агропромышленного комбината «Раменский» Раменского района Московской области | 29.05.1990      | [ ГС 9 ]   |
| 12         | Куницын Никифор Иванович            | 15.06.1909 — 16.07.1987 | Старший агроном семеноводческого совхоза имени 2-й Пятилетки Министерства совхозов СССР, Первомайский район Одесской области | 13.03.1948      | [ ГС 10 ]  |
| 13         | Куницына Пелагея Ивановна           | 1903—1951               | Звеньевая колхоза «Победа» Приморского района Калининградской области | 07.04.1949      | [ ГС 11 ]  |
| 14         | Кунтаев Худайберген                 | 1903—1958               | Управляющий фермой каракулеводческого совхоза «Сюткентский» Министерства совхозов СССР, Чардаринский район Южно-Казахстанской области                                                                                              | 01.12.1949      | [ ГС 12 ]  |
| 15         | Кунцевич Анатолий Демьянович        | 06.08.1934 — 29.03.2002 | Начальник 33-го Центрального научно-исследовательского института Министерства обороны СССР, генерал-майор, гор. Шиханы Саратовской области                                                                                         | 18.02.1981      | [ ГС 13 ]  |
| 16         | Кунчулия Шушана Никифоровна         | 1916 — ????             | Звеньевая колхоза имени Махарадзе Ланчхутского района Грузинской ССР | 23.07.1951      |            |
| 17         | Куняев Александр Трофимович         | 22.03.1933 — 16.12.1993 | Председатель колхоза имени Калинина Атяшевского района Мордовской АССР | 23.12.1976      | [ ГС 14 ]  |
| 18         | Куодене Стасе Эдвардо               | род. 1931               | Доярка колхоза «Кулва» Ионавского района Литовской ССР | 06.09.1973      |            |
| 19         | Купа Михаил Николаевич              | род. 1931               | Бригадир комплексной бригады строительного треста № 11 Министерства промышленного строительства Белорусской ССР, Гродненская область                                                                                               | 07.01.1975      | [ ГС 15 ]  |
| 20         | Купарашвили Роман Алексеевич        | 1917 — ????             | Звеньевой колхоза имени Тельмана Лагодехского района Грузинской ССР | 03.07.1950      | [ ГС 16 ]  |
| 21         | Купесов Кикбай Исеньязович          | род. 13.10.1926         | Бригадир колхоза имени 1 Мая Соль-Илецкого района Оренбургской области | 23.06.1966      | [ ГС 17 ]  |
| 22         | Купревич Василий Феофилович         | 24.01.1897 — 17.03.1969 | Президент Академии наук Белорусской ССР, член-корреспондент Академии наук СССР, гор. Минск | 13.03.1969      | [ ГС 18 ]  |
| 23         | Купреев Пётр Яковлевич              | 21.07.1913 — 08.04.1988 | Комбайнёр Кумской МТС Арзгирского района Ставропольского края | 11.01.1957      | [ ГС 19 ]  |
| 24         | Купрейшвили Варлам Несторович       | 01.05.1907 — 07.04.1978 | Директор Цхакаевской 1-й МТС Цхакаевского района Грузинской ССР | 21.02.1948      | [ ГС 20 ]  |
| 25         | Куприенко Андрей Никитьевич         | 18.05.1913 — 09.03.1984 | Председатель колхоза имени Свердлова Сысертского района Свердловской области | 22.03.1966      | [ ГС 21 ]  |
| 26         | Куприянов Александр Михайлович      | 28.04.1918 — 22.03.1980 | Составитель поездов станции Горький-Сортировочный Горьковской железной дороги, Горьковская область | 01.08.1959      | [ ГС 22 ]  |
| 27         | Куприянов Алексей Иванович          | 18.02.1928 — 13.09.2018 | Звеньевой совхоза «Безводовский» Кузоватовского района Ульяновской области | 07.12.1973      | [ ГС 23 ]  |
| 28         | Куприянов Афанасий Николаевич       | 1926 — ????             | Бригадир вальцовщиков Артёмовского завода по обработке цветных металлов имени Э. И. Квиринга Министерства цветной металлургии СССР, Донецкая область                                                                               | 10.03.1976      | [ ГС 24 ]  |
| 29         | Куприянов Владимир Васильевич       | 24.11.1934 — 30.08.1989 | Командир отдельного путевого железнодорожного батальона, Дальневосточный военный округ, подполковник | 21.12.1982      | [ ГС 25 ]  |
| 30         | Куприянов Владимир Григорьевич      | 20.11.1933 — 22.12.1995 | Газовщик коксового цеха Череповецкого металлургического завода имени 50-летия СССР Министерства чёрной металлургии СССР, Вологодская область                                                                                       | 20.08.1980      | [ ГС 26 ]  |
| 31         | Куприянов Иван Дмитриевич           | 15.09.1910 — 20.03.1962 | Буровой мастер конторы бурения № 1 треста «Туймазанефть» объединения «Башнефть» Министерства нефтяной промышленности восточных районов СССР, Башкирская АССР                                                                       | 08.05.1948      | [ ГС 27 ]  |
| 32         | Куприянов Иван Пантелеевич          | 19.01.1926 — 14.01.2012 | Газовщик Новолипецкого металлургического завода Министерства чёрной металлургии СССР, Липецкая область | 30.03.1971      | [ ГС 28 ]  |
| 33         | Куприянов Максим Игнатьевич         | 06.08.1911 — 1988       | Машинист локомотивного депо Златоуст Южно-Уральской железной дороги, Челябинская область | 01.08.1959      | [ ГС 29 ]  |
| 34         | Куприянов Михаил Васильевич         | 08.10.1903 — 11.11.1991 | Участник творческого коллектива «Кукрыниксы», народный художник СССР, гор. Москва | 19.10.1973      | [ ГС 30 ]  |
| 35         | Куприянов Павел Гаврилович          | 30.05.1906 — 27.11.1980 | Заведующий свиноводческой фермой колхоза «Панфиловский» Муромского района Владимирской области | 10.09.1949      | [ ГС 31 ]  |
| 36         | Куприянов Пётр Андреевич            | 08.02.1893 — 13.03.1963 | Начальник кафедры хирургии Военно-медицинской академии имени С. М. Кирова, генерал-лейтенант медицинской службы, гор. Ленинград | 07.02.1963      | [ ГС 32 ]  |
| 37         | Куприянова Валентина Константиновна | 12.02.1930 — 05.03.2019 | Директор Новочеркасского детского дома № 2, Ростовская область | 07.06.1985      | [ ГС 33 ]  |
| 38         | Купуния Ариадна Джуруевна           | 1926 — ????             | Звеньевая колхоза имени Берия Ахалсопельского сельсовета Зугдидского района Грузинской ССР | 29.08.1949      | [ ГС 34 ]  |
| 39         | Купуния Бабуца Платоновна           | 1924 — ????             | Звеньевая колхоза имени Берия Зугдидского района Грузинской ССР | 21.02.1948      | [ ГС 35 ]  |
| 40         | Купуния Бабуши Самсонович           | 05.09.1925 — 23.09.2007 | Звеньевой колхоза имени Берия Зугдидского района Грузинской ССР | 01.09.1951      | [ ГС 36 ]  |
| 41         | Купуния Вера Евгеньевна             | 1924 — ????             | Звеньевая колхоза имени Берия Ахалсопельского сельсовета Зугдидского района Грузинской ССР | 29.08.1949      | [ ГС 37 ]  |
| 42         | Купуния Жужуна Джуруевна            | 1927 — ????             | Колхозница колхоза имени Берия Зугдидского района Грузинской ССР | 01.09.1951      | [ ГС 38 ]  |
| 43         | Купуния Ольга Александровна         | 1883 — ????             | Колхозница колхоза имени Берия Ахалсопельского сельсовета Зугдидского района Грузинской ССР | 19.07.1950      | [ ГС 39 ]  |
| 44         | Купуния Ольга Филипповна            | 1911 — 007.1979         | Звеньевая колхоза имени Берия Ахалсопельского сельсовета Зугдидского района Грузинской ССР | 29.08.1949      | [ ГС 40 ]  |
| 45         | Купуния Платон Дзадзуевич           | 1895 — ????             | Звеньевой колхоза имени Берия Ахалсопельского сельсовета Зугдидского района Грузинской ССР | 21.02.1948      | [ ГС 41 ]  |
| 46         | Купуния Феня Петровна               | 1919 — ????             | Колхозница колхоза имени Берия Зугдидского района Грузинской ССР | 01.09.1951      | [ ГС 42 ]  |
| 47         | Купуния Хута Григорьевна            | 1917 — ????             | Колхозница колхоза имени Берия Ахалсопельского сельсовета Зугдидского района Грузинской ССР | 29.08.1949      | [ ГС 43 ]  |
| 48         | Купчинская Мария Васильевна         | 1919 — ????             | Доярка колхоза «Маяк» Единецкого района Молдавской ССР | 08.04.1971      |            |
| 49         | Купыльская Анна Васильевна          | 03.02.1915 — 25.06.2009 | Звеньевая семеноводческого колхоза «Власть труда» Кромского района Орловской области | 12.03.1949      | [ ГС 44 ]  |
| 50         | Кураатов Саид                       | 1904 — 18.10.1987       | Председатель колхоза имени Тельмана Сталинабадского района Сталинабадской области | 01.03.1948      |            |
| 51         | Кураатова Хилол                     | род. 1933               | Звеньевая колхоза имени Тельмана Сталинабадского района Сталинабадской области | 01.03.1948      |            |
| 52         | Курагина Серафима Егоровна          | 23.07.1916 — 05.11.1996 | Звеньевая колхоза «Красный Октябрь» Вожгальского района Кировской области | 23.06.1949      | [ ГС 45 ]  |
| 53         | Кураев Николай Алексеевич           | 05.10.1923 — 18.03.1994 | Бригадир монтажников треста «Мособлстрой» № 12 имени 50-летия СССР Главмособлстроя при Мособлисполкоме, гор. Орехово-Зуево Московской области                                                                                      | 22.02.1974      | [ ГС 46 ]  |
| 54         | Курапов Николай Гаврилович          | 17.05.1923 — 16.08.2003 | Директор совхоза «Чистовский» Булаевского района Северо-Казахстанской области | 03.03.1980      | [ ГС 47 ]  |
| 55         | Курашвили Виссарион Ясонович        | 15.09.1904 — ????       | Секретарь Самтредского районного комитета Компартии (большевиков) Грузии | 19.04.1951      | [ ГС 48 ]  |
| 56         | Курбаков Юрий Петрович              | 23.02.1929 — 09.08.2017 | Слесарь Красногорского механического завода Министерства оборонной промышленности СССР, Московская область | 15.09.1976      | [ ГС 49 ]  |
| 57         | Курбанбаев Сарсенбай                | род. 1931               | Бригадир совхоза «Алтынкуль» Ленинабадского района Каракалпакской АССР | 10.03.1976      | [ ГС 50 ]  |
| 58         | Курбанбаев Хосин                    | 1918 — ????             | Бригадир колхоза имени Тельмана Ленинского района Туркменской ССР | 16.03.1965      | [ ГС 51 ]  |
| 59         | Курбангельдыев Ашир                 | род. 1927               | Старший буровой мастер Прикаспийской геологоразведочной экспедиции Управления геологии и охраны недр при Совете Министров Туркменской ССР                                                                                          | 29.04.1963      |            |
| 60         | Курбаниязов Онгарбай                | род. 1928               | Директор совхоза имени Чапаева Кунградского района Каракалпакской АССР | 26.02.1981      | [ ГС 52 ]  |
| 61         | Курбанов Абдусаттар Юлдашевич       | род. 1944               | Механизатор совхоза имени Ленина Шерабадского района Сурхандарьинской области | 10.12.1973      | [ ГС 53 ]  |
| 62         | Курбанов Айт                        | 1925 — ????             | Звеньевой колхоза имени Тельмана Ленинского района Ташаузской области | 30.07.1951      |            |
| 63         | Курбанов Бердибай                   | 01.02.1924 — 2004       | Директор совхоза «Ташкент» Ленинабадского района Каракалпакской АССР | 20.02.1978      | [ ГС 54 ]  |
| 64         | Курбанов Бобо                       | 09.07.1923 — 2004       | Бригадир горнопроходческой бригады Магианской геологоразведочной экспедиции Управления геологии Совета Министров Таджикской ССР | 20.04.1971      |            |
| 65         | Курбанов Бой                        | 1916 — ????             | Бригадир колхоза имени Ленина Ленинского района Таджикской ССР | 30.04.1966      |            |
| 66         | Курбанов Джума                      | 1928 — ????             | Оператор по добыче газа газонефтепромыслового управления «Каганнефтегаз» Министерства газовой промышленности СССР, Бухарская область                                                                                               | 30.03.1971      | [ ГС 55 ]  |
| 67         | Курбанов Зарип                      | 1921 — ????             | Бригадир колхоза имени Нариманова Багатского района Хорезмской области | 08.04.1971      | [ ГС 56 ]  |
| 68         | Курбанов Ибрагим Муса оглы          | 22.03.1925 — 29.10.1992 | Первый секретарь Джалилабадского райкома Компартии Азербайджана | 10.03.1982      | [ ГС 57 ]  |
| 69         | Курбанов Кудрат                     | 1918 — ????             | Бригадир полеводческой бригады хлопкового совхоза «Курган-Тюбе» Министерства совхозов СССР, Курган-Тюбинский район Сталинабадской области                                                                                          | 01.04.1948      |            |
| 70         | Курбанов Олим                       | 1900 — 12.1986          | Председатель колхоза имени Сталина Пахтаабадского района Андижанской области | 11.01.1957      | [ ГС 58 ]  |
| 71         | Курбанов Раббим                     | 1932 — ????             | Бригадир колхоза «Москва» Самаркандского района Самаркандской области | 08.04.1971      | [ ГС 59 ]  |
| 72         | Курбанов Саид                       | 1896—1987               | Звеньевой колхоза «Социализм» Орджоникидзеабадского района Сталинабадской области | 01.03.1948      |            |
| 73         | Курбанов Сатлык                     | род. 1924               | Бригадир колхоза имени Калинина Тельманского района Ташаузской области | 20.02.1978      |            |
| 74         | Курбанов Сафарали                   | род. 1926               | Электрослесарь каскада Варзобских ГЭС Главного управления энергетики и электрификации Совета Министров Таджикской ССР, гор. Душанбе                                                                                                | 04.10.1966      |            |
| 75         | Курбанов Тиномагомед                | 1925—1996               | Чабан колхоза имени Карла Маркса Чародинского района Дагестанской АССР | 22.03.1966      | [ ГС 60 ]  |
| 76         | Курбанов Ута                        | 1912 — ????             | Звеньевой колхоза имени Тельмана Орджоникидзеабадского района Сталинабадской области | 01.03.1948      |            |
| 77         | Курбанов Файзулло                   | род. 1930               | Помощник мастера Сталинабадского шёлкового комбината Совнархоза Таджикской ССР | 28.05.1960      |            |
| 78         | Курбанов Халияр                     | род. 1927               | Председатель колхоза «Пахтакор» Шаартузского района Курган-Тюбинской области | 20.02.1978      |            |
| 79         | Курбанов Хасан                      | 15.06.1929 — 2001       | Бригадир хлопководческой бригады колхоза имени Томина Восейского района Таджикской ССР | 08.04.1971      | [ ГС 61 ]  |
| 80         | Курбанов Хоронбай Заирович          | 1915 — 12.1992          | Первый секретарь Регарского райкома Компартии Таджикистана | 17.01.1957      |            |
| 81         | Курбанов Шариф                      | 1905—1977               | Председатель колхоза имени Ворошилова Кангуртского района Кулябской области | 15.09.1948      |            |
| 82         | Курбанов Шахи                       | 1900 — ????             | Звеньевой колхоза «Коммунизм» Ильялинского района Ташаузской области | 30.07.1951      |            |
| 83         | Курбанов Юсуп                       | 1910 — 27.12.1971       | Председатель колхоза имени Калинина Тедженского района Туркменской ССР | 16.03.1965      | [ ГС 62 ]  |
| 84         | Курбанова Айлар                     | 1921 — 11.1973          | Бригадир хлопководческой бригады колхоза «Красный Октябрь» Туркмен-Калинского района Марыйской области | 14.02.1957      | [ ГС 63 ]  |
| 85         | Курбанова Гульжан                   | род. 1932               | Звеньевая колхоза имени Молотова Шаббазского района Кара-Калпакской АССР | 11.01.1957      | [ ГС 64 ]  |
| 86         | Курбанова Мамаджан                  | 1922 — ????             | Звеньевая колхоза имени Калинина Ургенчского района Хорезмской области | 07.03.1960      | [ ГС 65 ]  |
| 87         | Курбанова Махмузар Юсиф кызы        | 1937—1983               | Доярка Говсанского молочно-овощного совхоза Апшеронского района Азербайджанской ССР | 10.03.1982      | [ ГС 66 ]  |
| 88         | Курбанова Розия                     | род. 1937               | Ровничница Душанбинского текстильного комбината Среднеазиатского совнархоза, Таджикская ССР | 03.04.1965      |            |
| 89         | Курбанова Тамара Мамед кызы         | род. 13.06.1930         | Звеньевая колхоза имени Рустама Алиева Шамхорского района Азербайджанской ССР | 12.07.1950      |            |
| 90         | Курбанова Хаваят Гаджи кызы         | род. 13.02.1937         | Бригадир колхоза «Азербайджан» Касум-Исмаиловского района Азербайджанской ССР | 30.04.1966      | [ ГС 67 ]  |
| 91         | Курбанова Ханипе                    | 1918 — ????             | Первый секретарь Ташаузского райкома Компартии Туркменистана | 16.03.1965      | [ ГС 68 ]  |
| 92         | Курбатов Александр Васильевич       | 03.11.1928 — 10.01.2021 | Директор производственного объединения «Завод имени Масленникова» Министерства машиностроения СССР, гор. Куйбышев | 08.12.1986      | [ ГС 69 ]  |
| 93         | Курбатов Владимир Иванович          | 07.01.1916 — 25.01.2004 | Заместитель главного конструктора по отработке двигательной установки ракеты-носителя в стендовых и лётных условиях, ОКБ-456 Государственного Комитета Совета Министров СССР по оборонной технике, Московская область              | 21.12.1957      | [ ГС 70 ]  |
| 94         | Курбатов Владимир Фёдорович         | 14.09.1920 — 07.07.2012 | Комбайнёр Приишимской МТС Северо-Казахстанской области | 11.01.1957      | [ ГС 71 ]  |
| 95         | Курбатов Филипп Иванович            | 1914—1996               | Инструктор передовых методов каменных работ участка «Заводстрой» треста № 1 «Севуралтяжстрой» Пермского совнархоза | 09.08.1958      | [ ГС 72 ]  |
| 96         | Курбацкая Зинаида Ивановна          | 01.01.1936 — 06.11.2020 | Доярка племенного завода «Диктатура» Володарского района Донецкой области | 22.03.1966      | [ ГС 73 ]  |
| 97         | Курбацкий Иван Васильевич           | 21.06.1925 — 11.02.2019 | Бригадир Бахмачского свеклосовхоза Черниговской области | 23.06.1966      | [ ГС 74 ]  |
| 97.000001  | Курвякова Антонина Николаевна       | 25.02.1929 — 31.05.2009 | Доярка колхоза имени XIX съезда партии Аннинского района Воронежской области | 22.03.1966      | [ ГС 75 ]  |
| 98         | Курганский Валентин Антонович       | род. 1937               | Машинист бульдозера механизированной колонны № 94 треста «Бамстроймеханизация» Министерства транспортного строительства СССР, Амурская область                                                                                     | 10.08.1990      |            |
| 99         | Кургузов Владимир Михайлович        | 05.02.1926 — 01.10.1988 | Начальник Центрального телеграфа Министерства связи СССР, гор. Москва | 03.07.1986      | [ ГС 76 ]  |
| 100        | Курдагия Герман Ивакович            | род. 1922               | Звеньевой колхоза имени Андреева Гальского района Абхазской АССР | 21.02.1948      | [ ГС 77 ]  |
| 100.000002 | Курджиева Нузули Хачияевна          | 13.12.1928 — 05.03.1980 | Звеньевая Меркенского свеклосовхоза Министерства пищевой промышленности СССР, Меркенский район Джамбулской области | 08.05.1948      | [ ГС 78 ]  |
| 101        | Курдияш Ксения Андреевна            | 1908 — ????             | Звеньевая зернового совхоза «Красная Баштанка» Министерства совхозов СССР, Баштанский район Николаевской области | 20.08.1949      |            |
| 102        | Курдюкова Евдокия Андреевна         | 14.08.1895 — 10.11.1982 | Доярка колхоза «12 Октябрь» Костромского района Костромской области | 04.07.1949      | [ ГС 79 ]  |
| 103        | Курдюмов Георгий Вячеславович       | 14.02.1902 — 06.07.1996 | Директор Института металловедения и физики металлов, директор Института физики твёрдого тела Академии наук СССР, академик АН СССР гор. Москва                                                                                      | 13.03.1969      | [ ГС 80 ]  |
| 103.000003 | Курец Ирина Петровна                | 22.01.1933 — 04.11.1963 | Доярка совхоза «Ситце» Докшицкого района Молодечненской области | 18.01.1958      | [ ГС 81 ]  |
| 104        | Куржей Станислав Павлович           | 31.05.1924 — 13.06.2014 | Генеральный директор производственного объединения «Экибастузуголь» Министерства угольной промышленности СССР, Павлодарская область                                                                                                | 29.08.1980      | [ ГС 82 ]  |
| 105        | Куридзе Саша Исакиевна              | 1920 — ????             | Колхозница колхоза «Ахалгазрда комунисти» Махарадзевского района Грузинской ССР | 05.07.1951      | [ ГС 83 ]  |
| 106        | Куриенко Феоктист Гаврилович        | 05.09.1912 — 13.07.1995 | Бывший первый секретарь Трояновского райкома Компартии Украины, Житомирская область | 26.02.1958      | [ ГС 84 ]  |
| 107        | Куриленко Виктор Трифонович         | 16.01.1937 — 26.01.2018 | Комбайнёр колхоза «Украина» Пологовского района Запорожской области | 06.03.1981      | [ ГС 85 ]  |
| 108        | Курилёнок Нина Николаевна           | 01.03.1934 — 08.02.2023 | Комбайнёр совхоза имени Ушакова Октябрьского района Тургайской области | 08.04.1971      | [ ГС 86 ]  |
| 109        | Курило Ефросинья Кузьминична        | 1912 — ????             | Звеньевая колхоза «Большевик» Купянского района Харьковской области | 16.02.1948      |            |
| 110        | Курило Фёдор Леонтьевич             | род. 25.08.1934         | Кузнец Ворошиловградского тепловозостроительного завода имени Октябрьской революции Министерства тяжёлого и транспортного машиностроения СССР                                                                                      | 12.05.1977      | [ ГС 87 ]  |
| 111        | Курилов Владимир Викторович         | 1927 — ????             | Председатель межколхозного производственного объединения по откорму свиней Чимишлийского района Молдавской ССР | 06.09.1973      | [ ГС 88 ]  |
| 112        | Курилов Григорий Матвеевич          | 24.01.1918 — 30.12.1987 | Председатель колхоза имени Калинина Суздальского района Владимирской области | 23.06.1966      | [ ГС 89 ]  |
| 113        | Курильченко Семён Данилович         | 17.04.1910 — 14.09.1994 | Бригадир колхоза имени Петровского Шевченковского района Харьковской области | 07.05.1948      | [ ГС 90 ]  |
| 114        | Куримбеков Сердали                  | 1888 — 11.11.1948       | Старший табунщик колхоза «Талды-Су» Яны-Курганского района Кзыл-Ординской области | 23.07.1948      | [ ГС 91 ]  |
| 115        | Куринный Иван Стефанович            | 01.05.1913 — 27.06.1996 | Начальник производства Московского машиностроительного завода «Знамя труда» Министерства авиационной промышленности СССР | 26.04.1971      | [ ГС 92 ]  |
| 116        | Куринный Иван Терентьевич           | 1902 — ????             | Секретарь Шполянского районного комитета Компартии (большевиков) Украины, Киевская область | 30.04.1951      |            |
| 117        | Куркина Лидия Николаевна            | 12.02.1928 — 1997       | Звеньевая колхоза «Комсомолец» Павловского района Краснодарского края | 10.02.1949      | [ ГС 93 ]  |
| 118        | Курлиенко Анна Акимовна             | 1910 — ????             | Доярка Фрунзенской экспериментальной фермы Киргизского научно-исследовательского института животноводства | 16.10.1950      | [ ГС 94 ]  |
| 119        | Курлов Василий Николаевич           | 18.08.1909 — 08.05.1986 | Первый секретарь Булаевского райкома Компартии Казахстана, Северо-Казахстанская область | 11.01.1957      | [ ГС 95 ]  |
| 120        | Курлыкина Вера Прокопьевна          | 1928 — ????             | Звеньевая колхоза имени Калинина Капальского района Талды-Курганской области | 28.03.1948      | [ ГС 96 ]  |
| 121        | Курлыков Александр Николаевич       | род. 1930               | Звеньевой совхоза «Кандиевский» Башмаковского района Пензенской области | 07.12.1973      | [ ГС 97 ]  |
| 122        | Курмаз Анисим Антонович             | 15.02.1897 — 20.02.1982 | Главный инженер строительства шахты № 33 «Капитальная» треста «Кизелшахтострой» Министерства строительства топливных предприятий СССР, Молотовская область                                                                         | 28.08.1948      | [ ГС 98 ]  |
| 123        | Курмаков Леонид Иванович            | род. 21.01.1940         | Токарь Пролетарского завода научно-производственного объединения «Пролетарский завод» Министерства судостроительной промышленности СССР, гор. Ленинград                                                                            | 08.08.1986      | [ ГС 99 ]  |
| 124        | Курманбаев Эмильбек                 | 1912—1984               | Старший табунщик колхоза «Маданият» Токтогульского района Джалал-Абадской области | 15.09.1948      | [ ГС 100 ] |
| 125        | Курманбеков Жумабек                 | 1929—1991               | Старший чабан совхоза «Ача-Каинды» Ат-Башинского района Киргизской ССР | 22.03.1966      | [ ГС 101 ] |
| 126        | Курманбеков Жуман                   | род. 07.11.1940         | Механизатор совхоза «Бельбасар» Чуйского района Джамбулской области | 19.02.1981      | [ ГС 102 ] |
| 127        | Курмангазин Бейсула                 | 1910 — ????             | Старший чабан колхоза «Кумсай» Уилского района Актюбинской области | 23.07.1948      | [ ГС 103 ] |
| 128        | Курманиязова Шакиза                 | 1906—1965               | Старший чабан колхоза «Сула-Аша» Джурунского района Актюбинской области | 23.07.1948      | [ ГС 104 ] |
| 129        | Курманов Абдрасыл                   | 1900—1987               | Заведующий коневодством колхоза «Комсомол» Таласского района Джамбулской области | 12.07.1949      | [ ГС 105 ] |
| 130        | Курманов Карыпбай                   | 1907—1995               | Председатель колхоза «Санташ» Чуйского района Киргизской ССР | 22.03.1966      | [ ГС 106 ] |
| 131        | Курманчук Андрей Петрович           | 27.05.1930 — ????       | Авиационный техник Дальневосточного территориального управления Гражданского воздушного флота, гор. Хабаровск | 16.04.1963      | [ ГС 107 ] |
| 132        | Курманчук Нина Андреевна            | 1923 — ????             | Звеньевая колхоза имени XVIII партсъезда Тетиевского района Киевской области | 31.12.1965      | [ ГС 108 ] |
| 133        | Курмахин Николай Степанович         | 05.01.1935 — 23.03.2018 | Машинист экскаватора специализированного управления № 1 треста «Спецстроймеханизация» Министерства строительства предприятий тяжёлой индустрии СССР, Мурманская область                                                            | 04.06.1985      | [ ГС 109 ] |
| 134        | Курмашев Кенже                      | 1898 — ????             | Старший табунщик колхоза имени Карла Маркса Урдинского района Западно-Казахстанской области | 23.07.1948      | [ ГС 110 ] |
| 135        | Курносов Михаил Иванович            | 20.09.1924 — 03.10.1989 | Оператор Бийского сахарного завода Министерства пищевой промышленности РСФСР, Алтайский край | 26.04.1971      | [ ГС 111 ] |
| 136        | Курносова Анастасия Захаровна       | 23.03.1924 — 14.05.1992 | Свинарка колхоза «Россия» Витебского района Витебской области | 10.02.1975      | [ ГС 112 ] |
| 137        | Курова Дарья Александровна          | 23.02.1921 — ????       | Регулировщица Ленинградского производственно-технического объединения «Новатор» Министерства радиопромышленности СССР | 16.01.1974      | [ ГС 113 ] |
| 138        | Куропятник Дмитрий Алексеевич       | 1924 — ????             | Проходчик горных выработок шахты «Октябрьская» комбината «Донецкуголь» Министерства угольной промышленности Украинской ССР, Донецкая область                                                                                       | 30.03.1971      |            |
| 139        | Курочкин Владимир Алексеевич        | 30.12.1933 — 29.03.2008 | Первый заместитель Министра радиопромышленности СССР, гор. Москва | 23.02.1988      | [ ГС 114 ] |
| 140        | Курочкин Фёдор Игнатьевич           | 20.04.1926 — 06.10.1987 | Первый секретарь Троицкого райкома КПСС, Челябинская область | 11.12.1973      | [ ГС 115 ] |
| 141        | Курочкина Антонина Павловна         | 25.06.1922 — 16.04.1984 | Главный врач Бардымского района Пермской области | 04.02.1969      | [ ГС 116 ] |
| 142        | Куроян Акоп Арамович                | 1910—1980               | Председатель колхоза имени Батика Нор-Баязетского района Армянской ССР | 03.07.1951      | [ ГС 117 ] |
| 143        | Курпебаев Касым Нургалиевич         | 17.04.1931 — 05.09.2020 | Начальник участка шахты имени 50-летия Октябрьской революции комбината «Карагандауголь» Министерства угольной промышленности СССР, Карагандинская область                                                                          | 29.12.1973      | [ ГС 118 ] |
| 144        | Курсанов Андрей Львович             | 08.11.1902 — 20.09.1999 | Директор Института физиологии растений имени К. А. Тимирязева Академии наук СССР, заведующий кафедрой Московского государственного университета имени М. В. Ломоносова, академик Академии наук СССР, гор. Москва                   | 13.03.1969      | [ ГС 119 ] |
| 145        | Курских Василий Григорьевич         | род. 04.08.1933         | Директор шахты «Воргашорская» производственного объединения «Воркутауголь» Министерства угольной промышленности СССР, Коми АССР | 03.03.1980      | [ ГС 120 ] |
| 146        | Куртанидзе Георгий Николаевич       | род. 1929               | Бригадир стерженщиков Тбилисского завода «Центролит» Министерства станкостроительной и инструментальной промышленности СССР, Грузинская ССР                                                                                        | 03.01.1974      | [ ГС 121 ] |
| 147        | Курташин Владимир Егорович          | 02.09.1932 — 16.09.2008 | Генеральный директор научно-производственного центра Балашихинского научно-производственного центра криогенного машиностроения имени 40-летия Октября межотраслевого государственного объединения «Криогеника», Московская область | 24.01.1991      | [ ГС 122 ] |
| 148        | Куртов Иван Демьянович              | 1906 — ????             | Звеньевой колхоза «Красный Октябрь» Кобулетского района Аджарской АССР | 29.08.1949      | [ ГС 123 ] |
| 149        | Куртов Христофор Абрамович          | 1895—1960               | Агроном колхоза «Красный Октябрь» Кобулетского района Аджарской АССР | 29.08.1949      | [ ГС 124 ] |
| 150        | Куртова Елена Матвеевна             | 05.05.1925 — 22.05.1957 | Колхозница колхоза «Красный Октябрь» Кобулетского района Аджарской АССР | 14.11.1951      | [ ГС 125 ] |
| 151        | Куртуков Егор Григорьевич           | 06.05.1892 — 26.05.1980 | Бригадир колхоза «14 лет Октября» Кузнецкого района Кемеровской области | 06.03.1948      | [ ГС 126 ] |
| 152        | Курченко Андрей Алексеевич          | 08.1916 — 2013          | Председатель колхоза «За коммунизм» Минусинского района Красноярского края | 01.06.1949      | [ ГС 127 ] |
| 153        | Курченко Василий Ерофеевич          | 09.08.1902 — 07.10.1983 | Председатель колхоза имени Мичурина Глобинского района Полтавской области | 26.02.1958      | [ ГС 128 ] |
| 154        | Курченков Николай Трофимович        | 26.07.1935 — 10.05.2003 | Тракторист совхоза «Колос» Саянского района Красноярского края | 08.04.1971      | [ ГС 129 ] |
| 155        | Курчижкина Елизавета Ефимовна       | 09.04.1926 — 08.10.2008 | Прессовщица Орехово-Зуевского завода «Карболит» Министерства химической промышленности СССР, Московская область | 15.01.1974      | [ ГС 130 ] |
| 156        | Куршубадзе Асие Камиловна           | 1917—2010               | Колхозница колхоза имени Ленина Халинского сельсовета Кобулетского района Аджарской АССР | 19.07.1950      | [ ГС 131 ] |
| 157        | Куршубадзе Муртаз Юсупович          | 18.08.1908 — 1964       | Бывший председатель исполнительного комитета Батумского районного Совета депутатов трудящихся Аджарской АССР | 29.08.1949      | [ ГС 132 ] |
| 158        | Курылёв Анатолий Иванович           | 22.04.1938 — 01.04.2007 | Токарь Муромского завода имени Орджоникидзе Министерства оборонной промышленности СССР, Владимирская область | 11.01.1974      | [ ГС 133 ] |
| 159        | Курышина Евгения Мефодиевна         | 06.05.1932 — 19.02.2019 | Бригадир совхоза-завода «Чумай» Вулканештского района Молдавской ССР | 30.04.1966      | [ ГС 134 ] |
| 160        | Курьянович Виктор Степанович        | 17.10.1941 — 07.12.2013 | Звеньевой совхоза «Пограничный» Елизовского района Камчатской области | 23.12.1976      | [ ГС 135 ] |
| 161        | Кусаинов Айтпай Бекболатович        | 04.03.1936 — 25.12.1989 | Тракторист совхоза «Новорыбинский» Алексеевского района Целиноградской области | 10.12.1973      | [ ГС 136 ] |
| 162        | Кусаинов Аубакир                    | 15.12.1926 — 23.08.1979 | Бригадир комплексной бригады шахты № 44 Джезказганского горно-металлургического комбината имени К. И. Сатпаева Министерства цветной металлургии СССР, Карагандинская область                                                       | 20.05.1966      | [ ГС 137 ] |
| 163        | Кусаинов Сакан                      | 15.05.1917 — 09.01.1989 | Первый секретарь Тургайского обкома Компартии Казахстана | 10.12.1973      | [ ГС 138 ] |
| 164        | Кусаинов Шаким                      | 1884—1983               | Старший конюх колхоза имени Кагановича Энбекшильдерского района Кокчетавской области | 23.07.1948      | [ ГС 139 ] |
| 165        | Кусаков Сабир Мухаметгалеевич       | 20.02.1929 — 09.08.1994 | Старший чабан Зианчуринского овцеводческого совхоза Зианчуринского района Башкирской АССР | 22.03.1966      | [ ГС 140 ] |
| 166        | Кусикбаев Шарип                     | род. 1928               | Старший чабан совхоза «40 лет Узбекистана» Вабкентского района Бухарской области | 08.04.1971      |            |
| 167        | Куспанов Ишахат                     | 1929—1999               | Старший табунщик колхоза «Передовик» Испульского района Гурьевской области | 23.07.1948      | [ ГС 141 ] |
| 168        | Кустова Екатерина Николаевна        | 1900—1983               | Свинарка экспериментальной базы «Горки Ленинские» Всесоюзной академии сельскохозяйственных наук имени В. И. Ленина, Ленинский район Московской области                                                                             | 27.11.1951      |            |
| 169        | Кустра Пётр Васильевич              | 30.06.1933 — 28.04.2008 | Слесарь-инструментальщик Тернопольского завода светотехнического электрооборудования производственного объединения «Ватра» имени 60-летия Советской Украины Министерства электротехнической промышленности СССР                    | 31.03.1981      | [ ГС 142 ] |
| 170        | Куталия Александр Адамурович        | 12.12.1922 — ????       | Председатель колхоза «Сакартвело» села Рухи Зугдидского района Грузинской ССР | 08.04.1971      | [ ГС 143 ] |
| 171        | Куталия Буца Адамуровна             | 1928 — ????             | Рабочая Хецерского совхоза Министерства сельского хозяйства СССР, Зугдидский район Грузинской ССР | 05.07.1949      | [ ГС 144 ] |
| 172        | Кутателадзе Самсон Семёнович        | 31.07.1914 — 20.03.1986 | Директор Института теплофизики Сибирского отделения Академии наук СССР, академик АН СССР, гор. Новосибирск | 18.07.1984      | [ ГС 145 ] |
| 173        | Кутафин Семён Васильевич            | 15.11.1902 — 02.1987    | Начальник Южной железной дороги, Харьковская область | 05.11.1943      | [ ГС 146 ] |
| 174        | Кутенова Мария Петровна             | 06.05.1928 — 10.05.2005 | Бригадир виноградарского совхоза имени Молотова Министерства пищевой промышленности СССР, Анапский район Краснодарского края | 27.08.1951      | [ ГС 147 ] |
| 175        | Кутепов Николай Петрович            | 19.11.1882 — 1951       | Паровозный машинист депо Харьков Южной железной дороги | 05.11.1943      | [ ГС 148 ] |
| 176        | Кутепов Яков Александрович          | 10.12.1911 — 04.06.1985 | Заместитель генерального конструктора — главный конструктор Московского машиностроительного завода «Стрела» Министерства авиационной промышленности СССР, гор. Москва                                                              | 13.10.1975      | [ ГС 149 ] |
| 177        | Кутибашвили Александр Николаевич    | 1913 — ????             | Звеньевой колхоза имени Сталина Сигнахского района Грузинской ССР | 05.08.1949      |            |
| 178        | Кутибашвили Георгий Сандроевич      | 1919 — ????             | Звеньевой колхоза имени Сталина Сигнахского района Грузинской ССР | 05.08.1949      |            |
| 179        | Кутибашвили Давид Васильевич        | 1908 — ????             | Звеньевой колхоза имени Калинина Гурджаанского района Грузинской ССР | 05.09.1950      |            |
| 180        | Кутиков Кокан                       | 1883—1964               | Старший чабан колхоза «Кара-Су» Темирского района Актюбинской области | 23.07.1948      | [ ГС 150 ] |
| 181        | Кутимова Кулимжан                   | 1921 — ????             | Звеньевая колхоза «Октябрь» Джамбулского района Джамбулской области | 28.03.1948      | [ ГС 151 ] |
| 182        | Куткожин Себен                      | 1891—1952               | Заведующий коневодством колхоза «Тендык» Гурьевского района Гурьевской области | 23.07.1948      | [ ГС 152 ] |
| 183        | Кутлыев Нобат                       | 1910 — 20.12.1967       | Председатель колхоза имени Жданова Чарджоуского района Чарджоуской области | 14.02.1957      | [ ГС 153 ] |
| 184        | Кутняшенко Виктор Максимович        | 15.04.1935 — 16.04.2016 | Бригадир комплексной бригады Тбилисской межколхозной строительной организации, Краснодарский край | 28.02.1974      | [ ГС 154 ] |
| 185        | Куттыбеков Капал                    | 1900 — ????             | Старший чабан совхоза «Ходжа-Тугайский» Министерства совхозов СССР, Кзыл-Кумский район Южно-Казахстанской области | 01.12.1949      | [ ГС 155 ] |
| 186        | Кутузов Михаил Степанович           | 1912 — ????             | Слесарь пассажирской автоколонны Волгоградского управления автомобильного транспорта Министерства автомобильного транспорта и шоссейных дорог РСФСР                                                                                | 05.10.1966      | [ ГС 156 ] |
| 187        | Кутукеев Кубатаалы                  | 1883—1982               | Заведующий коневодческой фермой колхоза «Ак-Кия» Акталинского района Тянь-Шаньской области | 15.09.1948      | [ ГС 157 ] |
| 188        | Кутукова Роза Егоровна              | род. 09.08.1940         | Свинарка совхоза «Беловский» Троицкого района Алтайского края | 10.02.1975      | [ ГС 158 ] |
| 189        | Кутько Роман Иосифович              | 1910 — ????             | Председатель колхоза имени 20-риччя Жовтня Двуречанского района Харьковской области | 07.05.1948      |            |
| 190        | Кутьков Пётр Савельевич             | 13.02.1930 — 21.03.1996 | Директор совхоза «Прутской» Павловского района Алтайского края | 23.08.1990      | [ ГС 159 ] |
| 191        | Кууль Оскар Пээтерович              | 06.11.1924 — 10.12.1992 | Председатель опорно-показательного рыболовецкого колхоза имени С. М. Кирова Харьюского района Эстонской ССР | 23.05.1980      | [ ГС 160 ] |
| 192        | Куусберг Пауль Аугустович           | 30.04.1916 — 21.01.2003 | Народный эстонский писатель, гор. Таллин Эстонской ССР | 16.11.1984      | [ ГС 161 ] |
| 193        | Куусинен Отто Вильгельмович         | 04.10.1881 — 17.05.1964 | Член Президиума ЦК КПСС, Секретарь ЦК КПСС, гор. Москва | 02.10.1961      | [ ГС 162 ] |
| 194        | Кууск Хельмут Куставович            | 06.11.1921 — 06.11.1988 | Машинист вращающихся печей цементного завода «Пунане Кунда» Министерства промышленности строительных материалов СССР, Эстонская ССР                                                                                                | 28.07.1966      | [ ГС 163 ] |
| 195        | Кухарева Евдокия Артёмовна          | 15.08.1912 — 17.07.1996 | Звеньевая колхоза имени Сталина Василевичского района Полесской области | 10.03.1948      | [ ГС 164 ] |
| 196        | Кухаренко Наталья Григорьевна       | 26.12.1909 — 26.11.1992 | Доярка племенного свиноводческого совхоза «Никоновское» Министерства совхозов СССР, Бронницкий район Московской области | 08.03.1954      | [ ГС 165 ] |
| 197        | Кухаренко Николай Лукьянович        | 25.12.1927 — 10.09.1999 | Бригадир комплексной бригады управления строительства «Химстрой» Волгоградгидростроя Министерства энергетики и электрификации СССР, гор. Волжский Волгоградской области                                                            | 20.04.1971      | [ ГС 166 ] |
| 197.000004 | Кухарская Анна Алексеевна           | 24.02.1929 — 13.11.2016 | Звеньевая колхоза имени Андреева Виньковецкого района Каменец-Подольской области | 16.02.1948      |            |
| 197.000005 | Кухарь Мария Егоровна               | род. 10.04.1929         | Звеньевая колхоза имени Чкалова Ново-Московского района Днепропетровской области | 09.06.1950      | [ ГС 167 ] |
| 198        | Кухарь Надежда Николаевна           | 03.03.1921 — 07.07.1991 | Звеньевая колхоза имени Чкалова Ново-Московского района Днепропетровской области | 04.03.1949      | [ ГС 168 ] |
| 199        | Кухианидзе Давид Ноевич             | 1909 — ????             | Главный агроном районного отдела сельского хозяйства Зугдидского района Грузинской ССР | 21.02.1948      | [ ГС 169 ] |
| 200        | Кухтин Фёдор Павлович               | 19.09.1915 — 29.06.1971 | Директор Орджоникидзевского совхоза Орджоникидзевского района Кустанайской области | 11.01.1957      | [ ГС 170 ] |
| 201        | Кухтина Пелагея Васильевна          | 1912 — ????             | Звеньевая Ново-Ивановского свеклосовхоза Министерства пищевой промышленности СССР, Близнюковский район Харьковской области | 30.04.1948      |            |
| 202        | Куц Фёдор Макарович                 | 15.01.1923 — 21.08.1999 | Слесарь Харьковского моторостроительного завода «Серп и молот» Министерства тракторного и сельскохозяйственного машиностроения СССР                                                                                                | 05.04.1971      | [ ГС 171 ] |
| 203        | Куц Феофан Дмитриевич               | 28.09.1921 — 13.08.2015 | Мастер производственного обучения городского профессионально-технического училища № 7, гор. Киев | 20.07.1971      | [ ГС 172 ] |
| 204        | Куца Мария Ивановна                 | 05.06.1926 — 04.08.2002 | Звеньевая колхоза имени Чкалова Ново-Московского района Днепропетровской области | 04.03.1949      | [ ГС 173 ] |
| 205        | Куцаев Пётр Егорович                | 01.01.1929 — 18.01.2015 | Бригадир комплексной бригады производственного управления «Промстрой» Саратовгэсстроя Министерства энергетики и электрификации СССР, Саратовская область                                                                           | 29.11.1972      | [ ГС 174 ] |
| 206        | Куцев Сергей Терентьевич            | 25.09.1902 — 13.11.1967 | Первый секретарь Кущёвского райкома КПСС, Краснодарский край | 31.10.1957      | [ ГС 175 ] |
| 207        | Куценко Василий Мойсеевич           | род. 13.01.1920         | Столяр Киевской мебельной фабрики имени Боженко Министерства лесной, целлюлозно-бумажной и деревообрабатывающей промышленности СССР                                                                                                | 17.09.1966      |            |
| 208        | Куценко Иван Степанович             | 1905 — ????             | Старший мастер трубопрокатного цеха Никопольского южнотрубного завода, Днепропетровская область | 19.07.1958      |            |
| 209        | Куценко Иван Фёдорович              | 1941 — 09.08.1982       | Управляющий отделением совхоза «Сарай-Гирский» Матвеевского района Оренбургской области | 29.11.1968      | [ ГС 176 ] |
| 210        | Куценко Прокофий Поликарпович       | 1903 — ????             | Старший чабан племенного овцеводческого совхоза «Советское руно» Министерства совхозов СССР, Ипатовский район Ставропольского края                                                                                                 | 22.10.1949      | [ ГС 177 ] |
| 211        | Куценко Филипп Евдокимович          | 1898 — 06.02.1968       | Управляющий отделением семеноводческого совхоза «Красная волна» Министерства совхозов СССР, Великобурлукский район Харьковской области                                                                                             | 13.03.1948      | [ ГС 178 ] |
| 212        | Куцерда Степан Тимофеевич           | 1914 — ????             | Старший механик Ульяновского свеклосовхоза Министерства пищевой промышленности СССР, Одесская область | 06.10.1951      |            |
| 213        | Куцурубов Владимир Ефимович         | 1930 — ????             | Звеньевой госплемзавода «Гулькевичский» Кавказского района Краснодарского края | 07.12.1973      | [ ГС 179 ] |
| 214        | Куцый Андрей Карпович               | род. 25.12.1942         | Механизатор колхоза имени Ленина Балтского района Одесской области | 15.12.1972      |            |
| 215        | Куцый Юрий Николаевич               | род. 1931               | Бригадир слесарей завода «Красный экскаватор», гор. Киев | 28.05.1960      |            |
| 216        | Кучаров Намаз                       | 1927 — ????             | Звеньевой колхоза имени МТС Регарского района Сталинабадской области | 02.06.1948      |            |
| 217        | Кучер Ксения Гавриловна             | 1903 — 10.02.1973       | Доярка молочного совхоза «Егорьевский» Министерства совхозов СССР, Егорьевский район Московской области | 08.03.1954      | [ ГС 180 ] |
| 218        | Кучер Любовь Зиновьевна             | 1911 — ????             | Звеньевая колхоза имени Сталина Трояновского района Житомирской области | 06.06.1952      |            |
| 219        | Кучеренко Василий Иванович          | 15.04.1909 — 04.09.1973 | Председатель колхоза имени Чапаева Калачеевского района Воронежской области | 23.06.1966      | [ ГС 181 ] |
| 220        | Кучеренко Вера Прокофьевна          | 16.06.1930 — 06.10.2000 | Доярка колхоза «Заря» Матвеево-Курганского района Ростовской области | 22.03.1966      | [ ГС 182 ] |
| 221        | Кучеренко Евгения Маркияновна       | 27.12.1922 — 29.12.2020 | Учительница средней школы № 74, гор. Львов | 01.07.1968      | [ ГС 183 ] |
| 222        | Кучеренко Пелагея Дмитриевна        | 1910 — ????             | Звеньевая виноградарского совхоза «Терек» Министерства пищевой промышленности СССР, Будённовский район Ставропольского края | 16.10.1950      | [ ГС 184 ] |
| 223        | Кучеренко Прасковья Максимовна      | род. 24.11.1920         | Звеньевая Ульяновского свеклосовхоза Министерства пищевой промышленности СССР, Богодуховский район Харьковской области | 29.08.1949      |            |
| 224        | Кучеренко Роман Никитович           | 1906 — ????             | Управляющий отделением зернового совхоза «Красная Баштанка» Министерства совхозов СССР, Новобугский район Николаевской области | 13.03.1948      |            |
| 225        | Кучеренко Феодосий Трофимович       | 10.05.1921 — ????       | Винодел виноградарского совхоза-завода «Чумай» Министерства пищевой промышленности Молдавской ССР, Тараклийский район | 26.04.1971      | [ ГС 185 ] |
| 226        | Кучерик Василий Петрович            | 1907—1971               | Арматуро-бетонщик строительного управления № 10 треста «Краснолучшахтострой» Министерства строительства предприятий угольной промышленности Украинской ССР, Ворошиловградская область                                              | 26.04.1957      | [ ГС 186 ] |
| 227        | Кучерин Василий Федосеевич          | 21.01.1928 — 28.12.2010 | Бригадир судосборщиков Выборгского судостроительного завода Министерства судостроительной промышленности СССР, Ленинградская область                                                                                               | 26.04.1971      | [ ГС 187 ] |
| 228        | Кучеров Павел Михайлович            | 1908 — 28.04.1993       | Директор Харьковского машиностроительного завода «Кондиционер» Министерства строительного, дорожного и коммунального машиностроения СССР                                                                                           | 20.04.1971      | [ ГС 188 ] |
| 229        | Кучиев Юрий Сергеевич               | 26.08.1919 — 14.12.2005 | Капитан атомного ледокола «Арктика» Мурманского морского пароходства Министерства морского флота СССР | 14.09.1977      | [ ГС 189 ] |
| 230        | Кучин Александр Фёдорович           | 02.07.1904 — 01.02.1958 | Начальник шахты имени Сталина комбината «Кузбассуголь» Министерства угольной промышленности восточных районов СССР, Кемеровская область                                                                                            | 28.08.1948      | [ ГС 190 ] |
| 231        | Кучкаров Абдувахаб                  | род. 1924               | Бригадир полеводческой бригады колхоза «Ленинизм» Халдыванбекского района Андижанской области | 11.01.1957      |            |
| 232        | Кучкаров Алимбай                    | 15.09.1914 — 10.05.1960 | Председатель колхоза имени Ленина Янги-Юльского района Ташкентской области | 11.01.1957      | [ ГС 191 ] |
| 233        | Кучкаров Мейли                      | 1918 — ????             | Бригадир колхоза имени Карла Маркса Пастдаргомского района Самаркандской области | 10.12.1973      | [ ГС 192 ] |
| 234        | Кучкова Матрёна Павловна            | 27.03.1927 — 15.03.2012 | Звеньевая Первухинского свеклосовхоза Министерства пищевой промышленности СССР, Богодуховский район Харьковской области | 30.04.1948      | [ ГС 193 ] |
| 235        | Кучубеков Артём Иванович            | 1885 — ????             | Звеньевой колхоза «Победа», гор. Кизляр Грозненской области | 12.07.1950      | [ ГС 194 ] |
| 236        | Кучумова Ольга Лаврентьевна         | 08.06.1927 — 10.06.2019 | Пекарь-мастер Кемеровского хлебокомбината Министерства пищевой промышленности РСФСР | 26.04.1971      | [ ГС 195 ] |
| 237        | Кучур Лилия Семёновна               | 07.09.1936 — 05.04.2004 | Звеньевая колхоза «Победа» Барановичского района Брестской области | 12.12.1973      | [ ГС 196 ] |
| 238        | Кучухидзе Галактион Акакиевич       | 1919 — ????             | Звеньевой колхоза имени Сталина Абашского района Грузинской ССР | 21.02.1948      | [ ГС 197 ] |
| 239        | Кушеков Иксан                       | 1929—1984               | Старший чабан колхоза «Заря Октября» Джурунского района Актюбинской области | 23.07.1948      | [ ГС 198 ] |
| 240        | Кушеков Самет                       | 1888 — ????             | Старший чабан каракулеводческого совхоза «Сюткентский» Министерства совхозов СССР, Чардаринский район Южно-Казахстанской области                                                                                                   | 01.12.1949      | [ ГС 199 ] |
| 241        | Кушкимбаев Сагимбай                 | 1891 — ????             | Старший табунщик колхоза «Карасай» Иргизского района Актюбинской области | 23.07.1948      | [ ГС 200 ] |
| 242        | Кушко Леонтий Семёнович             | род. 20.06.1920         | Бригадир тракторной бригады Овидиопольской МТС Одесской области | 26.02.1958      |            |
| 243        | Кушков Пантелей Петрович            | 27.07.1922 — 22.07.2006 | Директор Нововятского домостроительного комбината Министерства лесной, целлюлозно-бумажной и деревообрабатывающей промышленности СССР, Кировская область                                                                           | 17.09.1966      | [ ГС 201 ] |
| 244        | Кушмуратов Хасан                    | 1911 — ????             | Председатель исполнительного комитета Пролетарского районного Совета депутатов трудящихся Ленинабадской области | 26.06.1951      |            |
| 245        | Кушмухаметов Гариф Зарифович        | 1901—1958               | Директор Ак-Булакской МТС Ак-Булакского района Чкаловской области | 11.01.1957      | [ ГС 202 ] |
| 246        | Кушнарёв Иван Павлович              | 26.07.1928 — ????       | Бригадир проходчиков горных выработок шахтоуправления «Ремовское-Восточное» треста «Снежнянантрацит» комбината «Артёмуголь» Министерства угольной промышленности Украинской ССР, Донецкая область                                  | 29.06.1966      | [ ГС 203 ] |
| 246.000006 | Кушнарёва Анна Герасимовна          | 14.10.1921 — 07.2021    | Звеньевая колхоза имени Карла Либкнехта Одесского района Одесской области | 04.07.1949      |            |
| 247        | Кушнер Михаил Иванович              | 21.11.1906 — 25.12.1986 | Паровозный машинист депо станции Осташков Калининской железной дороги, Калининская область | 05.11.1943      | [ ГС 204 ] |
| 248        | Кушнеренко Дарья Дмитриевна         | 05.05.1930 — 03.04.2015 | Рабочая Кохорского совхоза Министерства сельского хозяйства СССР, Гальский район Абхазской АССР | 05.07.1949      | [ ГС 205 ] |
| 249        | Кушнеров Терентий Митрофанович      | 12.12.1919 — 07.10.2005 | Бригадир комплексной бригады строительного управления № 145 треста № 25 Министерства строительства Белорусской ССР, гор. Барановичи Брестской области                                                                              | 11.08.1966      | [ ГС 206 ] |
| 250        | Кушнир Иван Васильевич              | 15.03.1927 — 15.06.2007 | Механизатор колхоза имени Ильича Кодымского района Одесской области | 08.12.1973      | [ ГС 207 ] |
| 251        | Кушнир Пётр Назарович               | 1901 — 25.02.1971       | Председатель колхоза имени Сталина Винницкого района Винницкой области | 26.02.1958      | [ ГС 208 ] |
| 252        | Кущ Михаил Матвеевич                | 23.11.1912 — 19.06.1997 | Первый секретарь Чистопольского райкома Компартии Казахстана, Кокчетавская область | 11.01.1957      | [ ГС 209 ] |
| 253        | Кыдырбаев Ильяс                     | 1904 — ????             | Старший чабан совхоза «Овцевод» Кзылкумского производственного управления Чимкентской области | 18.02.1964      | [ ГС 210 ] |
| 254        | Кыдырбаев Тилеп                     | 1884 — ????             | Старший чабан колхоза имени Чкалова Таласского района Джамбулской области | 23.07.1948      | [ ГС 211 ] |
| 255        | Кызгарин Букен                      | род. 05.06.1941         | Старший чабан совхоза «Аккольский» Экибастузского района Павлодарской области | 06.09.1973      | [ ГС 212 ] |
| 256        | Кыйв Велло Петрович                 | 04.03.1914 — 04.05.1997 | Тракторист колхоза «Ярвесалу» Валгаского района Эстонской ССР | 23.06.1966      | [ ГС 213 ] |
| 257        | Кыпчаков Абдулла                    | 08.01.1918 — 2011       | Звеньевой колхоза имени Кагановича Янги-Наукатского района Ошской области | 29.05.1950      | [ ГС 214 ] |
| 258        | Кыхалов Яков Платонович             | 19.01.1918 — 29.07.1993 | Главный зоотехник совхоза «Черновский» Волжского района Куйбышевской области | 10.03.1976      | [ ГС 215 ] |
| 259        | Кэбин Иван Густавович               | 11.09.1905 — 25.10.1999 | Первый секретарь ЦК Компартии Эстонии, гор. Таллин | 23.09.1975      | [ ГС 216 ] |
| 259.000007 | Кэлкэй Лидия Дмитриевна             | род. 18.08.1932         | Звеньевая колхоза «Грэничерул Советик» Единецкого района Молдавской ССР | 23.06.1966      | [ ГС 217 ] |
| 259.000008 | Кюлаотс Аурелия Владимировна        | 08.08.1919 — 04.09.2007 | Доярка совхоза «Удева» Министерства совхозов СССР, Пайдеский уезд Эстонской ССР | 05.10.1949      | [ ГС 218 ] |
| 260        | Кюльвая Эрик Артур-Оттович          | род. 1933               | Тракторист колхоза «Ухтна» Раквереского района Эстонской ССР | 13.12.1972      |            |
| 261        | Кюрегян Парзик Айриковна            | 1929—2011               | Звеньевая колхоза имени Молотова Нор-Баязетского района Армянской ССР | 16.04.1949      | [ ГС 219 ] |
| 262        | Кюрзен Янис Петрович                | 20.02.1928 — 15.03.1988 | Начальник производственно-диспетчерского отдела Рижского радиозавода имени А. С. Попова Министерства радиопромышленности СССР, Латвийская ССР                                                                                      | 29.07.1966      | [ ГС 220 ] |
| 263        | Кязумов Ибрагим Салман оглы         | 19.01.1921 — 08.12.2007 | Управляющий отделением виноградарского совхоза имени Низами Министерства пищевой промышленности СССР, Азербайджанская ССР | 04.09.1950      | [ ГС 221 ] |
| 264        | Кязымов Кямал Кярам оглы            | 22.12.1924 — 27.03.1976 | Директор виноградарского совхоза «Азербайджан» Ханларского района Азербайджанской ССР | 30.04.1966      | [ ГС 222 ] |
| 265        | Кяйс Оскар Аугустович               | 18.10.1932 — 19.01.2023 | Тракторист колхоза «Пыльва» Пыльваского района Эстонской ССР | 12.12.1973      | [ ГС 223 ] |
| 266        | Кярамян Маринос Асатуровна          | 1897—1983               | Звеньевая колхоза «Гетазат» Арташатского района Армянской ССР | 27.09.1949      | [ ГС 224 ] |
| 267        | Кярбер Кристьян Августович          | 14.05.1908 — 20.01.1977 | Бригадир комплексной бригады каменщиков треста «Таллинстрой» Эстонского совнархоза, гор. Таллин | 09.08.1958      | [ ГС 225 ] |
| 268        | Кярди Яан Юрьевич                   | 25.02.1915 — 13.01.1970 | Бригадир слесарей Таллинского машиностроительного завода Эстонского совнархоза | 28.05.1960      | [ ГС 226 ] |
| 269        | Кярнер Айта Аугустовна              | 14.12.1930 — 25.08.1999 | Доярка совхоза «Уусна» Вильяндиского района Эстонской ССР | 22.03.1966      | [ ГС 227 ] |
| 270        | Кяспер Пярья Альбертовна            | 18.03.1931 — 05.10.1997 | Заведующая фермой колхоза «Эстония» Пайдеского района Эстонской ССР | 22.03.1966      | [ ГС 228 ] |
| 271        | Кяэрманн Хилли Иохановна            | род. 1930               | Телятница совхоза «Мынисте» Выруского района Эстонской ССР | 21.12.1983      |            |
| 272        | Кяяник Мета Йоханнесовна            | 15.07.1913 — 2000       | Доярка совхоза «Хулья» Раквереского района Эстонской ССР | 22.03.1966      | [ ГС 229 ] |

| Навигационная таблица | Навигационная таблица |
| --------------------- | --------------------- |
| «К»                   | Кабаидзе — Капычина   |
| «К»                   | Кара — Каюшкина       |
| «К»                   | Квакуша — Киптев      |
| «К»                   | Киракосян — Князькин  |
| «К»                   | Кобаидзе — Колядо     |
| «К»                   | Команов — Корякина    |
| «К»                   | Косарев — Коюнлиев    |
| «К»                   | Кравец — Ксоврели     |
| «К»                   | Куандыков — Кулян     |
| «К»                   | Кумаков — Кяяник      |